# Nukleony
Nukleony – wspólna nazwa protonów i neutronów, czyli podstawowych cząstek tworzących jądro atomu. Nukleony składają się z kwarków. Choć przez obecne teorie cząstek protony i neutrony nie są uznawane za cząstki elementarne, ale z historycznych względów zalicza się je do cząstek elementarnych. 
Można też powiedzieć, że nukleony to bariony złożone tylko z kwarków górnych i dolnych. Dlatego również cząstka Δ bywa do nich zaliczana. Stany wzbudzone protonu i neutronu o izospinie 1/2 oznacza się zwykle wspólnym symbolem N lub N*.
Zespoły nukleonów (jądra atomowe) zwane są nuklidami.